# Светла фаза фотосинтезе
Светлосна реакција свеукупног процеса под називом Фотосинтеза, је онај део реакције који је немогућ без присуства светлости. У овом кораку соларна енергија се трансформише у хемијску енергију. При фотосинтези се реакција која је зависна од светлости одвија у тилакоидним мембранама. Унутар њих се налазе компоненте зване лумен, и изван тилакоидних мембрана су строме, унутар којих долази до реакција зависних од светлости. Тилакоидна мембрана садржи комплексе интегралних мембранских протеина који катализују светлосне реакције. Постоје четири главна протеина у тилакоидној мембрани: фотосистем  (PSII), цитохром b6f комплекс, фотосистем  (PSI), и ATP синтаза. Ова четири комплекса раде заједно да ултимативно креирају продукте ATP и NADPH.
Ова четири фотосистема апсорбују светлосну енергију путем пигмента — првенствено хлорофила, који су одговорни за зелену боју лишћа. Светлосно зависне реакције почињу са фотосистемом II. Кад молекул хлорофила a унутар реакционог центра PSII апсорбује фотон, један електрон у том молекулу прелази на виши енергијски ниво. Пошто је ово стање електрона веома нестабилно, електрон се преноси са једног на други молекул креирајући ланац редокс реакција, звани ланац транспорта електрона (ETC). Електронски проток тече са PSII до цитохрома b6f до PSI. У PSI, електрон добија енергију од још једног фотона. Финални електронски акцептор је NADP. У кисеоничној фотосинтези, први електронски донор је вода, чиме се формира кисеоник као отпадни производ. У бескисеоничној фотосинтези разни електронски донори се користе.

## Кратак опис
Светлост апсорбована у хлорофилу, или другим фотосинтетичким пигментима као што су каротени, се користи као енергија за пренос електрона и водоника из воде (или неког другог донор молекула) у прихватиоца NADP+, који се редукује у облик NADPH додавањем електронског пара и једног протона (атомско језгро водоника). Вода, или неки други донор молекул се цепа током процеса и тако светлосна реакција производи кисеоник.
Светлосна реакција такође производи АТП молекул додавањем фосфатне групе (АДП), процесом фотофосфорилацијом. АТП је одличан извор хемијске енергије коришћене у многим биолошким процесима. Притом имати на уму, да светлосна реакција не производи угљене хидрате, као на пр. шећер. Светлосна реакција се одвија у гранама тилакоидне мембране. Кисеоник је споредни производ.

## Електронски транспорт
Aциклична фосфорилација Транспорт електрона од воде преко фотосистема I и фотосистема II до NADP+ се врши у овом циклусу.Током транспорта електрона дуж електротранспортног ланца врши се и транспорт Н+ јона у лумен тилакоида чиме се остварује разлика у наелектрисању.

## Историја
Прве записане идеје о употреби светла у фотосинтези је представио Колин Фланери 1779. године, који је извео закључак да је светлост која пада на биљке неопходна. Џозеф Пристли је описао продукцију кисеоника 1772. године, али није успоставио везу са светлошћу. Корнелиус Ван Нил је предложио 1931. године да је фотосинтеза случај општог механизма где се фотон светлости користи за фоторазлагање водоничног донора и да се водоник користи за редуковање CO
2.
Затим је 1939, Робин Хил показао да изоловани хлоропласти производе кисеоник, али да не фиксирају CO
2 чиме је потврђено да се светла и тамна реакција одвијају на различитим местима. Мада се оне називају светлом и тамном реакцијом, обе реакције се заправо одвијају у присуству светлости. Ово је касније довело до открића фотосистема I и II.